# Lucas de Vega
Lucas de Vega Lima (Fortaleza, Brasil, 16 de enero de 2000) es un futbolista hispano-brasileño que juega como centrocampista en el FK Panevėžys de la A lyga.

## Trayectoria
Natural de Fortaleza, Brasil, en 2011 ingresó en las categorías inferiores del Fútbol Club Barcelona para jugar en categoría alevín e iría quemando etapas en La Masía hasta que en julio de 2019, formaría parte de la plantilla del FC Barcelona B de la Segunda División B. 
Un mes más tarde, el 14 de agosto de 2019, firmó en calidad de cedido por el FC Cartagena de la Segunda División B durante una temporada. El 20 de julio de 2020, el FC Cartagena lograría el ascenso a la Segunda División de España tras eliminar al Atlético Baleares en la tanda de penaltis en la eliminatoria de campeones. En la temporada 2019-20, Lucas jugaría 20 partidos en los que anotaría un gol.
En la temporada 2020-21, se incorpora al FC Barcelona B de la Segunda División B, donde disputa 16 partidos en los que anota un gol. 
En la temporada 2021-22, disputa 32 partidos en los que anota un gol en el filial blaugrana de Primera Federación.
El 30 de agosto de 2022, firma con el Club Deportivo Atlético Baleares de la Primera Federación.

## Clubes
| Club                             | País     | Año       |
| -------------------------------- | -------- | --------- |
| FC Barcelona B                   | España   | 2019-2022 |
| FC Cartagena (cedido)            | España   | 2019-2020 |
| Club Deportivo Atlético Baleares | España   | 2022-2023 |
| FK Panevėžys                     | Lituania | 2024-     |